# Château de Cromières
Le château de Cromières est un château situé à Cussac, en France.

## Localisation
Le château est situé dans le département français de la Haute-Vienne, sur la commune de Cussac.

## Historique
L'édifice actuel comprend des éléments construits entre le XIIIe siècle et le XVIIe siècle.
Ce château a appartenu à la famille de Selve du XVe siècle jusqu'en 1656 puis à la famille de Bermondet, actuels propriétaires. 
Le domaine du château est inscrit au titre des monuments historiques le 7 janvier 1992.